# 1844 in Italia

## Situazione italiana

### Assetto politico
La penisola è suddivisa in diversi stati, la cui sovranità è detenuta da monarchie assolute o, nel caso dello Stato Pontificio, da un governo teocratico. I principali stati sono:
* Regno Lombardo-Veneto: Sotto il diretto controllo dell'Impero Austriaco, rappresenta una delle regioni più sviluppate economicamente ma anche un focolaio di malcontento a causa della dominazione straniera.
* Regno di Sardegna: guidato da Carlo Alberto di Savoia della dinastia dei Savoia, è l'unico stato italiano a mantenere una relativa indipendenza dall'Austria e nutre ambizioni di espansione e unificazione nazionale.
* Granducato di Toscana: retto da Leopoldo II di Toscana, caratterizzato da un governo relativamente illuminato ma comunque assolutista.
* Ducato di Parma e Piacenza: governato da Maria Luigia d'Austria, vedova di Napoleone, con una forte influenza austriaca.
* Ducato di Modena e Reggio: sotto il dominio di Francesco V d'Austria-Este, strettamente legato alla casa imperiale austriaca.
* Stato Pontificio: esteso su una vasta area del centro Italia, è governato da papa Gregorio XVI come monarca assoluto, con un'amministrazione centralizzata e conservatrice.
* Regno delle Due Sicilie: comprendente il Mezzogiorno continentale e la Sicilia, è retto da Ferdinando II delle Due Sicilie della dinastia dei Borbone, in carica dal 1830, con un governo autoritario e una situazione socio-economica arretrata.
Altri stati sono: il ducato di Lucca, con Carlo Lodovico di Borbone-Parma e la Repubblica di San Marino.

## Avvenimenti

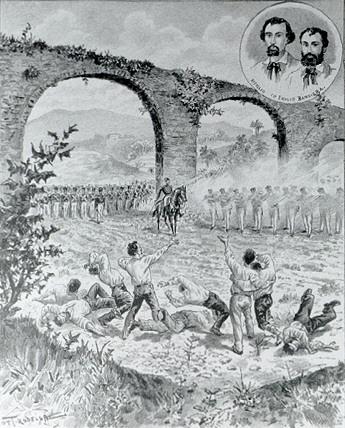
25 luglio : esecuzione dei fratelli Bandiera.

- 25 luglio : fallimento di un tentativo insurrezionale dei fratelli Bandiera a Cosenza in Calabria[1]. L’iniziativa era stata sconsiggliata da Mazzini. Gli insuccessi finirono per screditare Mazzini, che si trovò contestato sia da destra che da sinistra dagli persone come Nicola Fabrizi, Luigi Carlo Farini o Giuseppe Ricciardi.

- 3 novembre : inondazione a  Firenze[2].
- 25 novembre : matrimonio a Napoli di  Enrico d'Orléans (1822) con Maria Carolina di Borbone-Due Sicilie[3].
- 28 novembre : trattato segreto di Firenze tra la Toscana, Lucca e Modena che in caso di reversione di Parma[4].

## Archeologia
- 3 agosto a Pompei viene scoperto l'affresco Amore punito e, il 5 agosto, Ares e Afrodite.

### Letteratura

#### Libri pubblicati nel 1844
- Delle speranze d’Italia, opera di Cesare Balbo, che pensa che dopo il crollo dell'Impero Ottomano l'Austria potrebbe espandersi nei Balcani a condizione di cedere la Lombardia al Piemonte a titolo di risarcimento[5]. Nel frattempo, i sovrani avrebbero dovuto adottare un regime di consultazioni come soluzione transitoria, a rafforzare l'esercito e la marina, a promuovere l'attività economica e culturale e a creare una rete ferroviaria unificata e un'unione doganale.

### Musica

#### Opere del 1844
- 18 gennaio : Prima rappresentazione al Teatro San Carlo di Napoli della Caterina Cornaro di Gaetano Donizetti.
- 9 marzo : Prima rappresentazione al teatro La Fenice di Venezia dell'Ernani di Giuseppe Verdi.
- 3 novembre : Prima rappresentazione de I due Foscari, opera in tre atti di Giuseppe Verdi, su libretto Francesco Maria Piave, ai Teatro Argentina di Roma

## Periodici
- 1º gennaio A Roma viene fondato Il Saggiatore (periodico 1844), Giornale romano di storia, letteratura, belle arti, filologia e varietà. Inizialmente quindicinale, divenne mensile nel 1846, anno in cui cessò le pubblicazioni

## Nati nel 1844
- 19 gennaio : Salvatore Cognetti de Martiis, economista. (†  8 giugno 1901)
- 27 gennaio : Giacomo Di Chirico, pittore, esponente della    scuola napoletana dell'Ottocento. († 26 dicembre 1883)
- 7 febbraio : Virginia Marini, famosa attrice di teatro († 13 marzo 1918)
- 25 febbraio : Eugenio Geiringer, architetto e ingegnere, particolarmente attivo Trieste. († 18)
- 14 marzo : Umberto I di Savoia, re d'Italia dal 1878 al 1900. (†  29 luglio 1900).
- 7 giugno : Giovanni Battista Melzi,  letterato ed enciclopedista. (†  17 settembre 1911)
- 29 giugno : Federico Peliti, imprenditore, fotografo e scultore. (†  28 ottobre 1914)
- 31 luglio : Ignazio Guidi,  storico, politico, ebraista, semitista, etiopista e arabista italiano, senatore del Regno d'Italia dal 30 dicembre 1914; è stato docente di langue semitiche  comparate a La Sapienza. († 18 aprile 1935)

## Morti nel 1845
- 21 maggio : Giuseppe Baini, 28 anni, compositore e musicologo. (° 21 ottobre 1775)
- 2 settembre : Vincenzo Camuccini, 73 anni, pittore e restauratore. (° 22 febbraio 1771)